# Catterall
Catterall är en ort and civil parish i Storbritannien.   Den ligger i grevskapet Lancashire och riksdelen England, i den centrala delen av landet, 300 km nordväst om huvudstaden London. Catterall ligger 20 meter över havet och antalet invånare är 2 029.
Terrängen runt Catterall är platt åt sydväst, men åt nordost är den kuperad.Runt Catterall är det tätbefolkat, med 530 invånare per kvadratkilometer. Närmaste större samhälle är Preston, 13,6 km söder om Catterall. Trakten runt Catterall består i huvudsak av gräsmarker.